# Mizil
Mizil (pronunciación: [miˈzil]) es una ciudad con estatus de oraș rumana perteneciente al județ de Prahova.
En 2011 tiene 14 312 habitantes, el 77,93% rumanos y el 15,16% gitanos.
Se conoce la existencia de la localidad desde 1585. Fue un centro local de comercio en su zona en los siglos XVIII y XIX, hasta que en el siglo XX se convirtió en una localidad industrial. Desde los últimos años de siglo XX sufre las consecuencias demográficas de la desindustrialización.
Se sitúa a medio camino entre Buzău y Ploiești.